# Miltochrista tsinglingensis
Miltochrista tsinglingensis là một loài bướm đêm thuộc phân họ Arctiinae, họ Erebidae.